# Nam Vinhaket

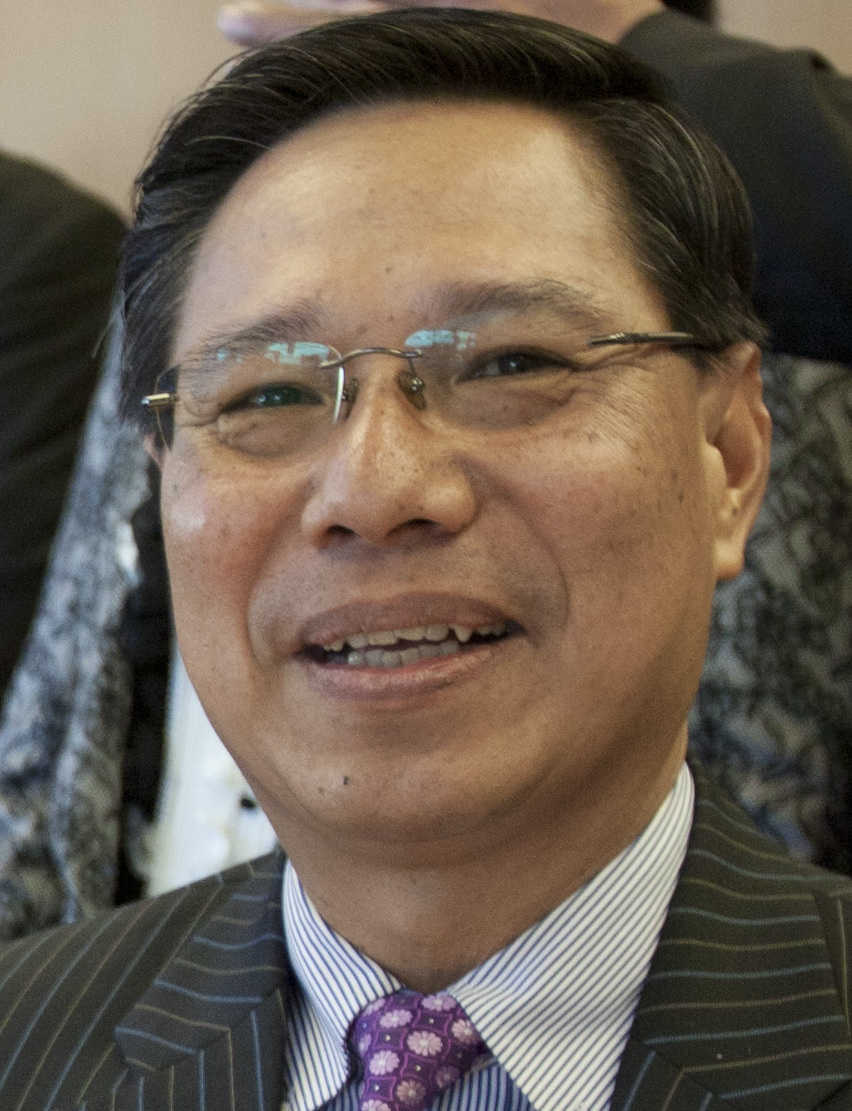
Nam Viyaket

Nam Vinhaket là một doanh nhân và là thành viên của Đảng Nhân dân Cách mạng Lào. Tính đến năm 2010, ông là Bộ trưởng Bộ Công nghiệp và Thương mại của Lào.